# Abu al-Faraj

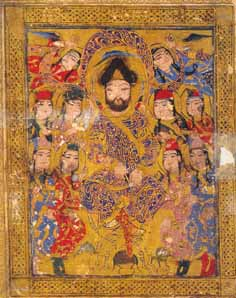
Illutration ur en handskrift från 1200-talet av Kitab al-aghani- "Sångernas bok", av Abu al-Faraj al-Isfahani

Abu-l-Faradj al-Isfahani, död 967, var en arabisk författare, född i Isfahan, Iran.
Han var författare till det berömda verket Kitab al-aghani, sångernas bok.